# Neringa
Neringa ( escoltar (?·pàg.) en lituà: Neringos savivaldybė). Està situat a l'oest de Lituània, a l'istme de Curlàndia.

## Història

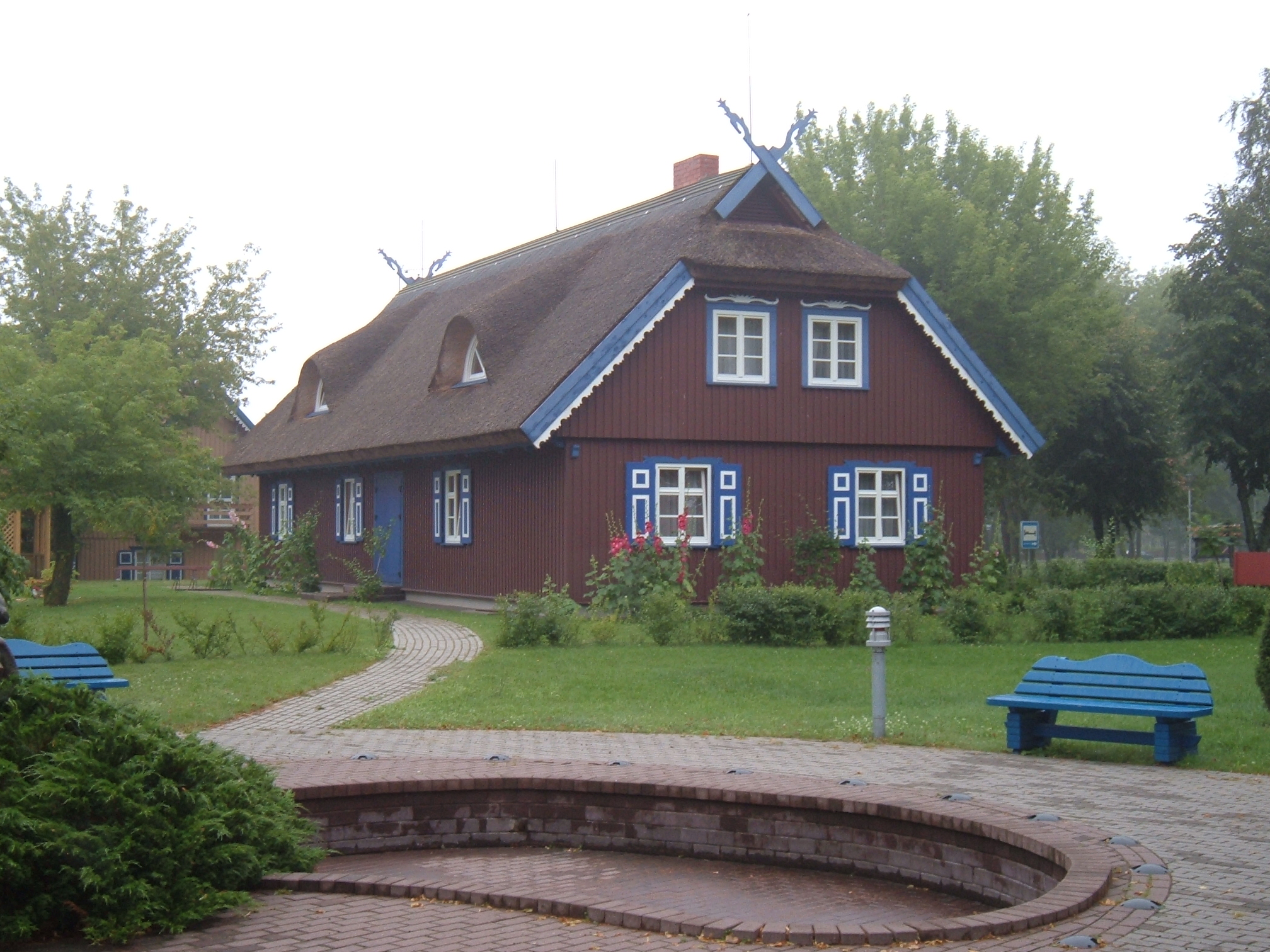
Casa tradicional de Neringa

En termes de població, és el municipi més petit del país. Fins i tot la reforma municipal de Lituània, se la va conèixer com la ciutat de Neringa, encara que mai no hi ha hagut una veritable ciutat allà. Es va fer una ciutat única perquè dintre del sistema administratiu soviètic no era possible per detallar les circumscripcions petites, però sí atorgar drets a una ciutat que seria responsable davant l'Estat en comptes de districtes. Neringa està separada del continent per la Llacuna de Curlàndia, encara que no hi ha pont, és accessible des de terreny ferm pel transbordador. El municipi consta de diverses àrees: Nida, Preila, Pervalka i Juodkrantė; Són centres turístics i llavors ja era popular concedir més autonomia als centres turístics. El nom Neringa va ser escollit a l'era soviètica i prové d'una deïtat associada amb la llegenda de la creació de l'istme.